# Basidoppia pocsorum
Basidoppia pocsorum är en kvalsterart som beskrevs av Sandór Mahunka 1993. Basidoppia pocsorum ingår i släktet Basidoppia och familjen Oppiidae. Inga underarter finns listade.